# Muscle crânien superficiel
Les muscles crâniens superficiels sont les muscles squelettiques situés entre la peau et le squelette osseux crânien. Ils se composent des muscles épicrâniens ; des muscles faciaux, et du muscle extrinsèque de l'oreille.

## Muscles épicrâniens
Les muscles épicrâniens (ou muscles peauciers du crâne) sont les deux muscles superficiels reposant sur la calvaria : le muscle occipito-frontal et le muscle temporo-pariétal.